# Stanisław Urbanowicz

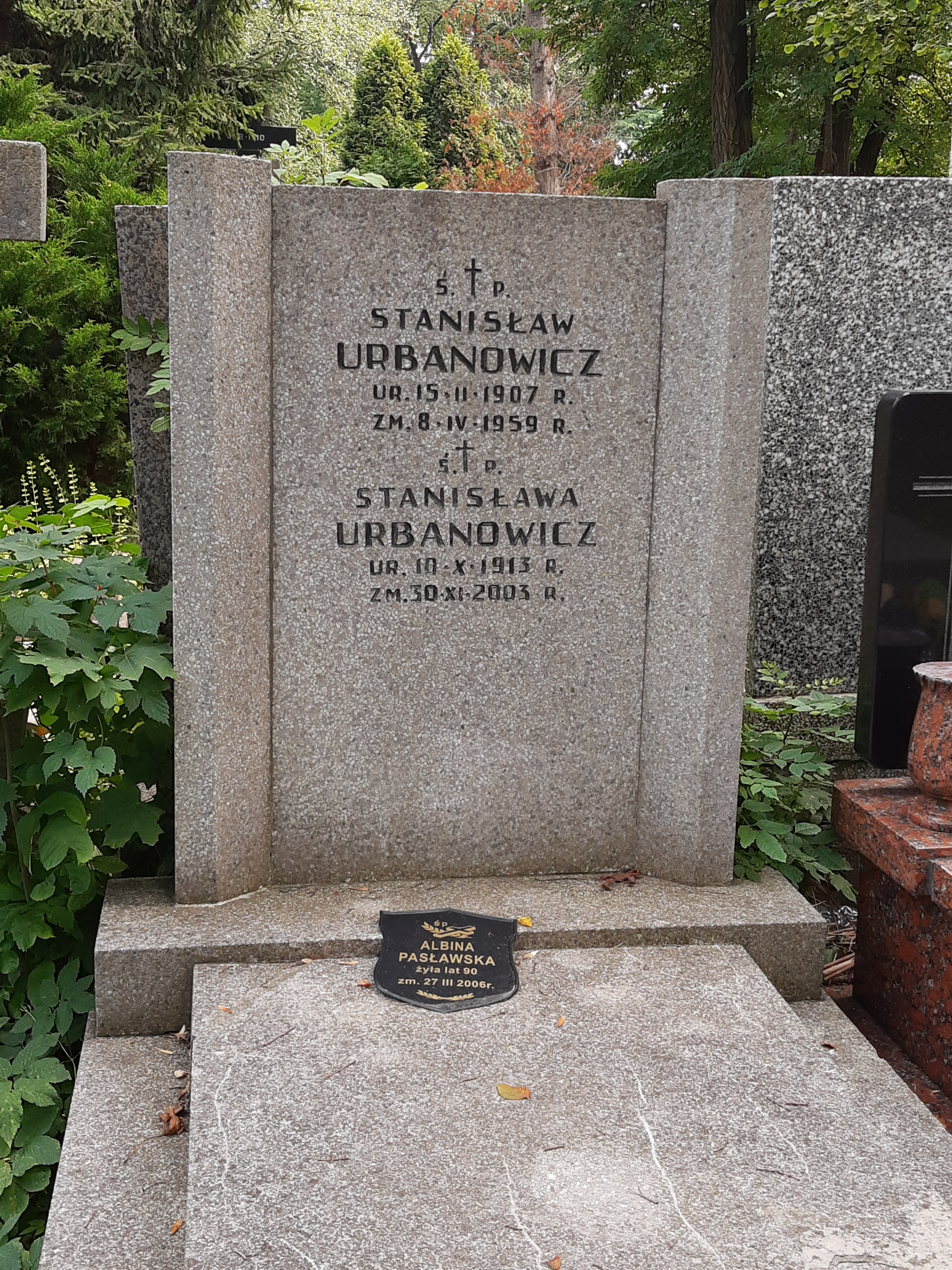
Grób Stanisława Urbanowicza na cmentarzu Bródnowskim w Warszawie

Stanisław Urbanowicz pseud. Stanisław Januszewski (ur. w 1907, zm. 8 kwietnia 1959) – polski reżyser i scenarzysta filmowy.

## Życiorys
Absolwent Uniwersytetu Stefana Batorego w Wilnie (1927). Od lat 20. XX wieku zajmował się produkcją filmów dokumentalnych i oświatowych. W latach 1930-1933 przebywał w Brazylii, gdzie realizował film dokumentalny o tamtejszej Polonii. Po powrocie do kraju współpracował z Józefem Lejtesem przy realizacji filmów fabularnych. Po II wojnie światowej współtworzył Wytwórnię Filmową „Czołówka” w Warszawie, a następnie był pracownikiem łódzkiej Wytwórni Filmów Oświatowych. W swej karierze był reżyserem, scenarzystą oraz autorem zdjęć do ponad. 20 filmów dokumentalnych.
Pochowany na cmentarzu Bródnowskim (kw. 31B, rząd IV, grób 10).

### Nagrody
- 1954 – V Międzynarodowy Festiwal Filmów Dokumentalnych i Krótkometrażowych w Wenecji – nagroda w kategorii filmów dydaktycznych dla filmu "Pogoda na jutro"
- 1957 – VII Międzynarodowy Festiwal Filmów Dokumentalnych i Krótkometrażowych w Wenecji – wyróżnienie za film "Kropla wody"
- 1957 – Międzynarodowy Festiwal Filmowy w Amsterdamie – wyróżnienie za film "Kropla wody"

## Filmografia (filmy fabularne)
- Dzikie pola (1932) – scenariusz
- Dziewczęta z Nowolipek (1937) – scenariusz
- Ułan księcia Józefa (1937) – kierownictwo artystyczne
- Kościuszko pod Racławicami (1938) – scenariusz
- Granica (1938) – scenariusz
- Stalowe serca (1948) – scenariusz, reżyseria, montaż
- Pościg (1953) – reżyseria